# Dotřes

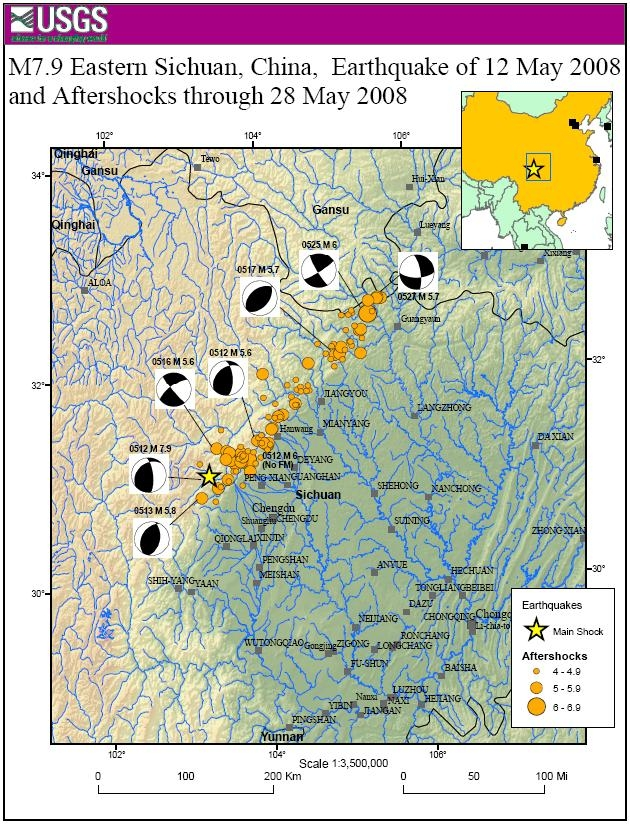
Mapka hlavního zemětřesení v provincii S'-čchuan v roce 2008 (označení hvězdičkou) a jeho dotřesů (kolečka)

Dotřes je slabší zemětřesení, které následuje nejčastěji krátce po hlavním zemětřesení a dojde k němu ve stejné oblasti. Dotřes je coby dotřes určitelný zpětně – pokud by pozdější ze zemětřesení bylo silnější, pak je zpětně označováno jako hlavní a dřívější zemětřesení je označováno předtřes. Pravděpodobnost výskytu dotřesu klesá s časem, ale větší aktivita vlivem dotřesů může trvat mnoho let.